# Loi du 16 mars 1998 relative à la nationalité
Lois Pasqua-Debré Loi du 11 mai 1998 relative à l'entrée et au séjour des étrangers en France et au droit d'asile
La loi nº 98-170 du 16 mars 1998 relative à la nationalité, dite loi Guigou, est promulguée sous le gouvernement Lionel Jospin, a modifié certaines dispositions de la loi Pasqua de 1993, en retirant notamment l'obligation, au mineur né en France de parents étrangers, de faire une demande officielle, entre 16 et 21 ans, afin d'obtenir la nationalité française. La loi Guigou a ainsi renoué avec la pratique du droit du sol en vigueur de 1889 à 1993. De plus, la loi créé un titre d'identité républicain qui permet à ces mineurs de voyager librement dans l'espace Schengen.

## Obtention de la nationalité française pour un mineur né en France de parents étrangers
La loi permet à un mineur né en France de parents étrangers d'obtenir la nationalité française à l'accession à la majorité civile à trois conditions :
- Naître en France à compter du 1er septembre 1980 ;
- Résider en France au moment de la majorité ;
- Avoir résidé en France pendant au moins cinq ans, consécutifs ou non, depuis l'âge de onze ans[3]. Il a toutefois la faculté de décliner la nationalité française à sa majorité[4].

Par rapport à la loi Pasqua, cela enlève une disposition qui soumettait l'obtention de la nationalité française par une procédure explicite de déclaration, par le mineur, entre l'âge de 16 et 21 ans.